# 藍田
藍田（らんでん、ラムティン、簡体字: 蓝田; 繁体字: 藍田; 粤拼: laam4 tin4; 英文直訳: 'Lam Tin'）は、香港の新九龍南東部、観塘区に位置する地区である。古くは鹹田。藍田は、主として住宅地となっており、主要な交通結節点やいくつかの商業地も存在する。藍田は、以前は九龍湾に面する大きな草原であった。宋の時代に、塩の生産地となり、長年塩田があったが、1980年代の数多くの大規模建設計画が藍田を変貌させた。
海岸沿いの丘に住宅が密集して建設された藍田には、団地や交通機関、ショッピングセンター、娯楽施設及び多くの他の建築物がある。観塘区の5分の1にあたる130,000人の住人が住んでいる。

## 範囲
現地では、これまで、藍田には、一般的に鯉魚門や油塘の地域も含まれていた。しかし、新しいインフラと団地が建設されると、昔と今の藍田の範囲は異なるようになった。藍田の現在の一般的な境界線は、西が麗港城、南東が広田村、北が将軍澳トンネルの入口、南西がビクトリア・ハーバーとなっている。

### 地理

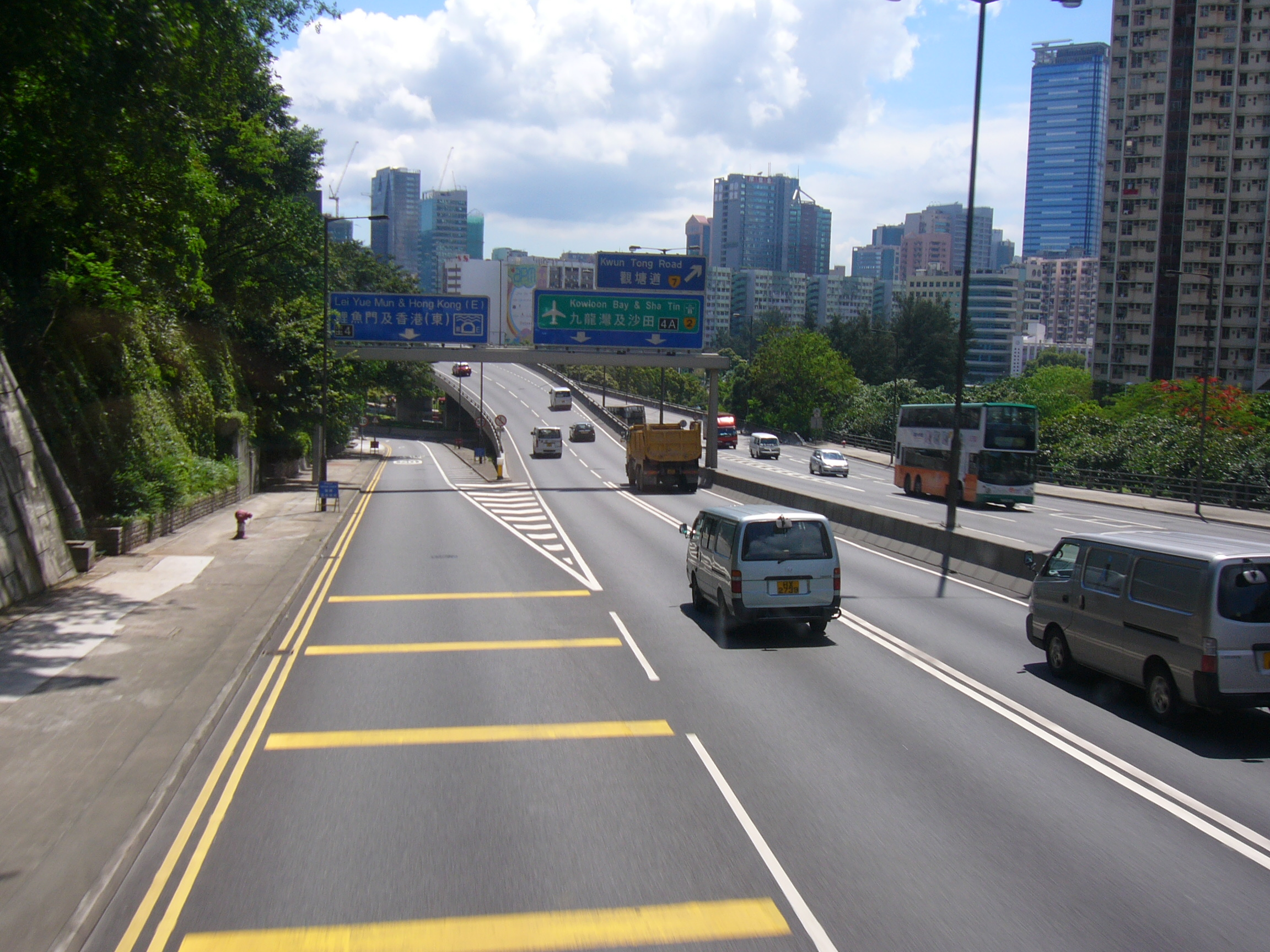
藍田の境界線となっている将軍澳道

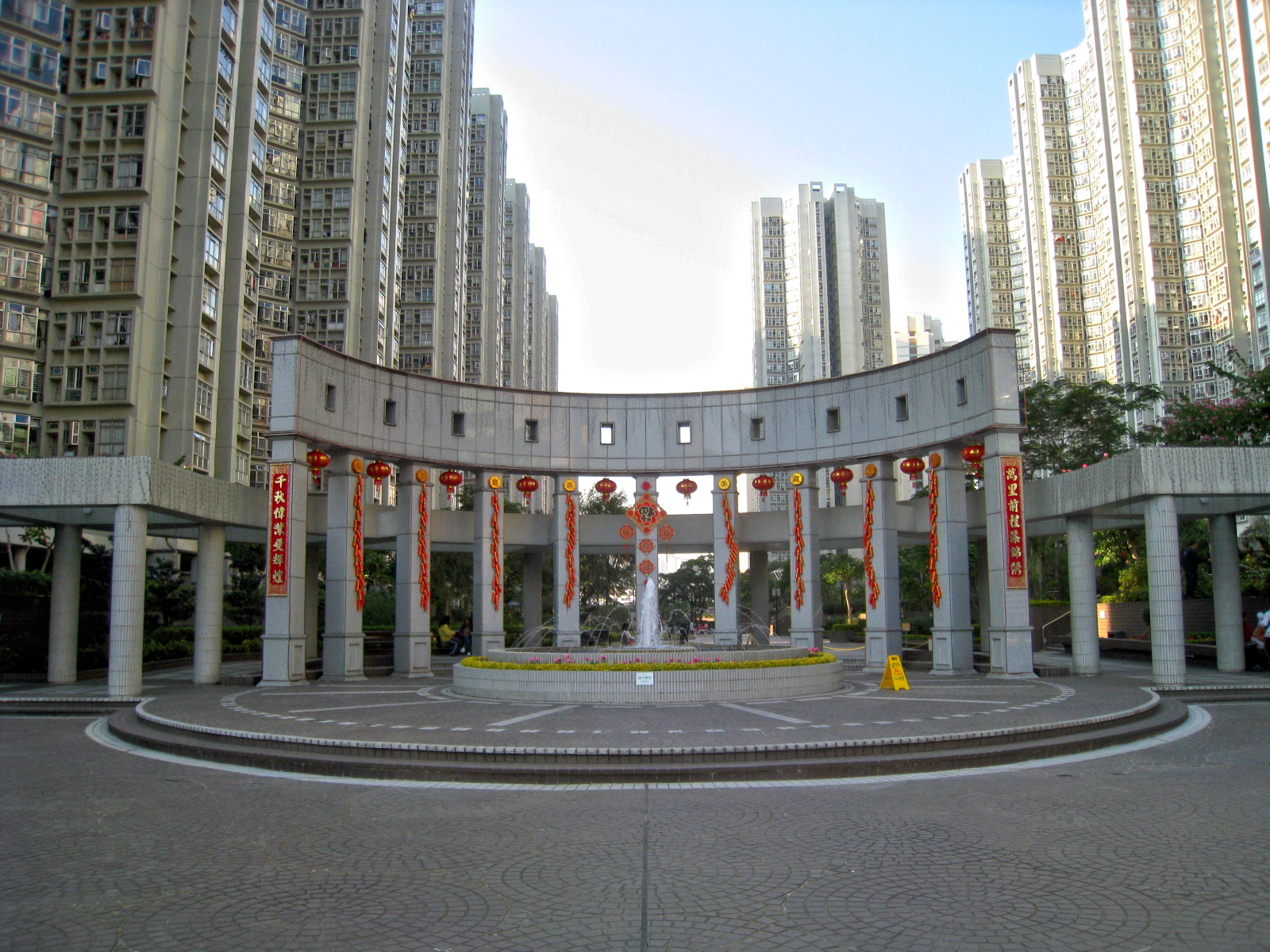
匯景花園

藍田は、東に五桂山（英名: ブラックヒル）が聳えており、この場所よりも下の岩は、白亜紀から存在する香港花崗岩である。藍田の多くの花崗岩は獅子山に存在する。茶果嶺の西の小さな地域は、埋め立てによって造成された。

### 行政
藍田地区全体は、観塘区内に位置している。行政上では、観塘区の選挙区の名称ともなっており、旧藍田団地のエリアも含まれている。しかし、一般的には、藍田の名称は、観塘区の9つの選挙区を含む大きな地域を指す。
藍田地区内にある観塘区議会選挙区
- J17 廣徳 (Kwong Tak)
- J18 興田 (Hing Tin)
- J19 藍田 (Lam Tin)
- J20 平田 (Ping Tin)
- J21 栢雅 (Pak Nga)
- J26 油塘西 (Yau Tong West)
- J27 麗港城 (Laguna City)
- J28 景田 (King Tin)

## 歴史

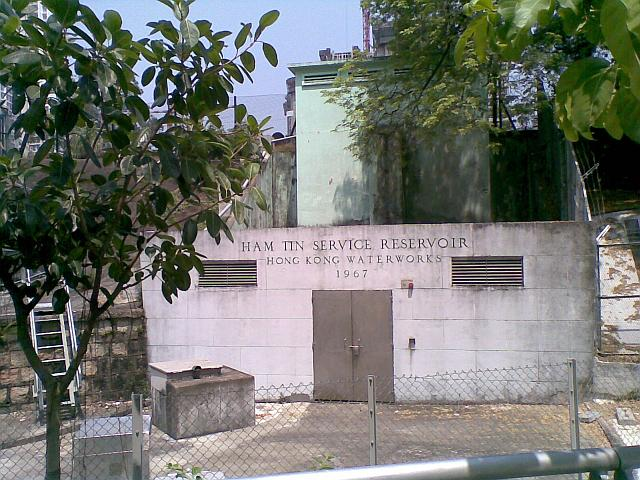
鹹田貯水池

中国南部の海岸沿いに位置する藍田は、紀元前9世紀頃に、南越人が最初に居住した。中国統一後の紀元前3世紀後半には、始皇帝が南越人を征服した。この時以来、この土地は藍田として知られるようになり、中国の一部として扱われた。
このとき、藍田は、「塩田の丘」を意味する鹹田山と呼ばれており、多くの王朝のもとで東莞県や新安県の管轄に置かれ、九龍湾塩田（九龍湾藍田、官富場としても知られる）の一部が存在した。塩田は、1163年に宋によって公式に運営された。
九龍湾塩田は、塩が豊富に生産され、湾周辺の住民に富をもたらした。しだいに鹹田山は村へと拡大した。地方の海岸沿いに位置し、塩生植物の農園など、農業も始められた。秀茂坪には採石場がつくられ、村は、小さな漁業、農業、採石の町へとなった。
1662年、康熙帝が、中国南部の海岸沿い50里までに住む全ての住民を移住させ、住民からの援助を絶ち、海賊、鄭成功の勢力を弱めようとしたため、塩田は放棄された。康熙帝が移住によって大きな経済被害ももたらしたことを知り、住民は1669年に帰ることが認められたが、鹹田の塩田が再び発展することはなかった。
1841年、イギリス帝国が香港を獲得した。九龍湾塩田の西半分は、1860年にイギリス領香港の一部となり、東半分も1898年には併合された。20世紀には、啓徳空港建設のための埋め立てにより、塩田はなくなった。この土地利用の転換を示すため、長年塩の生産を行ってきた鹹田は、発音の似た藍田へ改名された。藍田の名称は、「青い土地からつくられる翡翠」を意味する「藍田生玉」という言葉に因んだ陝西省藍田県からとられている。藍田の名称は、1970年9月1日に正式に承認された。
植民地政府は、朝鮮戦争後、中国本土からの人口が流入し、低所得者が増えたことに対応するため、1960年代に藍田団地を建設した。やがて、藍田は、香港人は、藍田団地周辺の地域を言及する際の名称となった。藍田団地のブロック15に書かれていた龍のエンブレムは、1998年のビルの取り壊しまで藍田のシンボルとなっていた。藍田団地の土地は、平田団地、啓田団地、徳田団地、広田団地へと併合された。
20世紀後半には、觀塘バイパス、東区海底トンネル、MTRの、3つの主要な交通機関が建設された。藍田が香港各地と連絡していることは、この地区の人口増加に拍車をかけ、主要な交通拠点となっている。

## インフラ

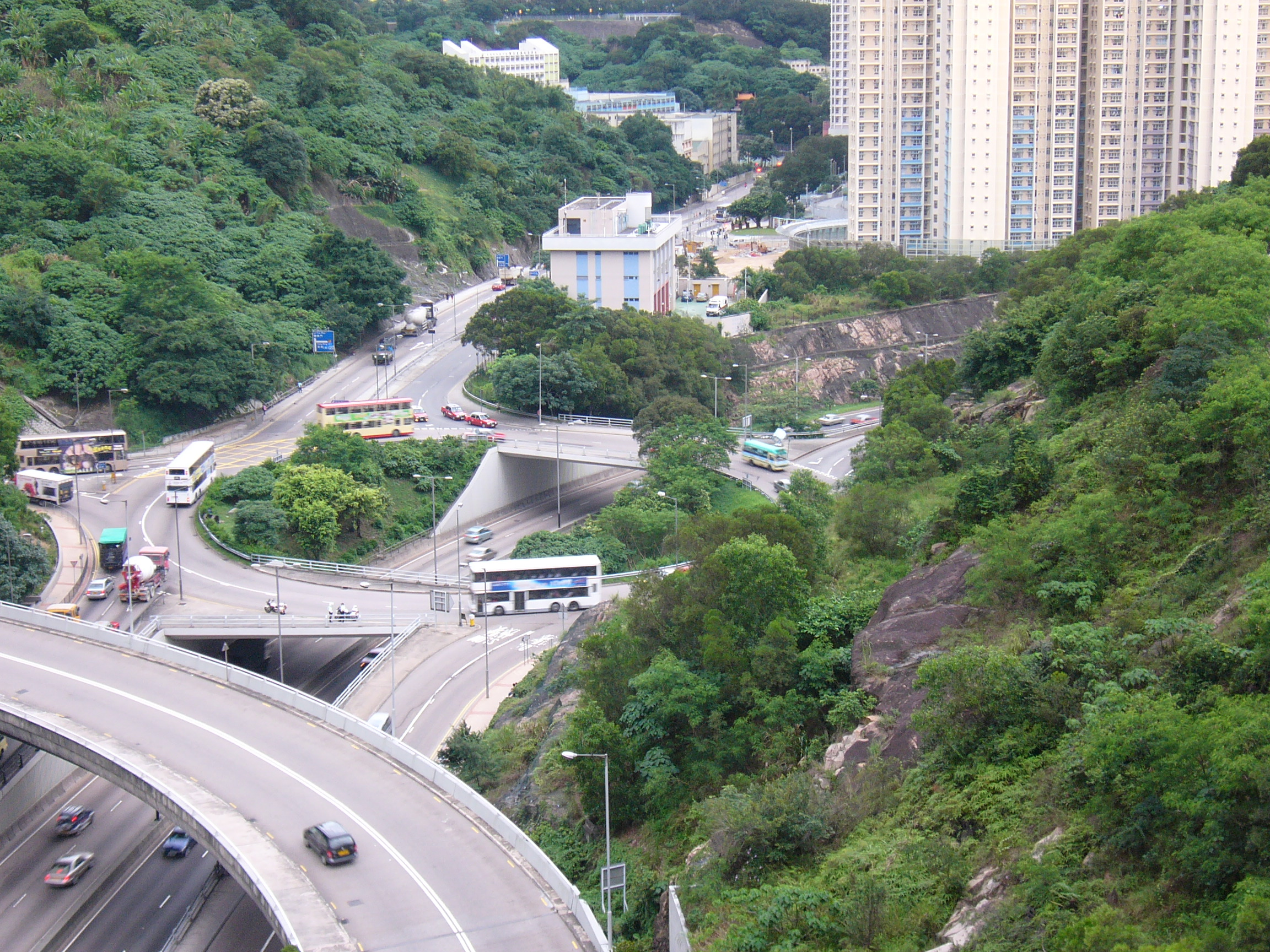
鯉魚門インターチェンジ

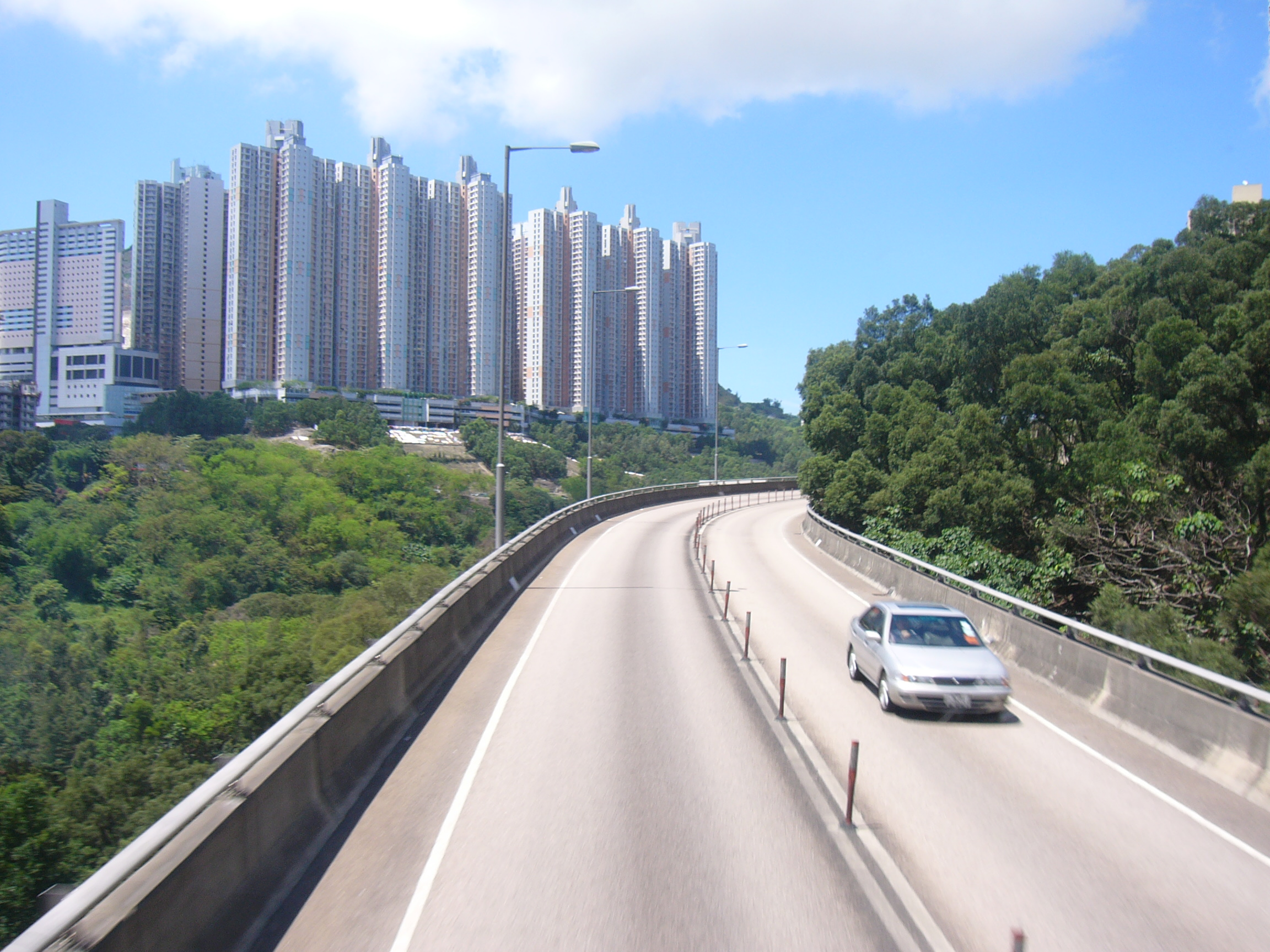
北行きの連徳道。この道路は、丘の斜面に沿ってつくられている

藍田は、香港の最も重要な交通拠点の1つとして知られている。東九龍のバスやレールバスが多く発着する乗換駅がある。
イギリスの植民地となったときには、藍田の住民のほとんどが、徒歩やボートを使って馬頭囲など、近くの村へ移動していた。しかし、ここ数年、政府は道路、トンネル、鉄道などを、藍田と他の地区との間の交通を容易にするために建設し、東香港の地域との間には橋を建設した。

### 高速道路と道路交通
鯉魚門道は、観塘道に続き、観塘と鯉魚門の間を走る最初の道路である。茶果嶺道は、茶果嶺への交通路として後に建設された。しかし、この道路は、茶果嶺への交通量に対し、不十分であった。鯉魚門道と観塘道は広くなり、現在では7号線となっている。
藍田の内外から通勤者を運んだ最初の道路は啓田道である。この道路は、道路交通を促進するために1960年代に建設された。啓田道の建設では、藍田丘を越えることが必要となり、周辺住民の大きな注意を引きつけた。この建築方法により、啓田道は、丘から直接走っている。
啓田道と共に、藍田団地全域をカバーする、平田街、安田街、徳田街も建設された。藍田団地が取り壊された後は、平田と徳田は新しい居住区の名称となっている。
1989年には、東區海底トンネルが完成した。観塘バイパスは、1991年に完成した。この2つの道路のインターチェンジの建設のため、鯉魚門道と啓田道の交差点は、跨線橋とラウンドアバウトにつくりかえられた。これにより、出口の鯉魚門インターチェンジと共に、東區海底トンネルと2号線・観塘バイパスの間の橋が藍田につくられた。
1990年に、将軍澳トンネルが藍田の南側の入口に建設され、将軍澳へ直通する利便性の高い道路となった。将軍澳中国人永久墓地は、同年に建設された。将軍澳に位置しているにも関わらず、墓地の自動車専用の入り口は、藍田に位置している。このため、藍田は、様々な祭日の間、墓地の手入れをする人々で混雑するようになった。
1990年と1992年には、匯景花園と麗港城が建設され、近くの晒草湾など、藍田地域の交通渋滞が増加することとなった。この問題を緩和するため、新しい幹線道路の1つとして建設された偉發道は、中央分離帯のある4車線の道路であり、2号線と7号線、観塘工業地域へ向かう観塘バイパスの出口の間を走っている。
碧雲道と連徳道は、藍田丘に新しく建設された地域への交通を容易にするため、1992年に建設された。連徳道は、後ろに崖があり、2車線しか建設できなかったため、安全性を懸念する意見など賛否両論の質問が相次いだ。
2001年、将軍澳での維景湾畔の建設の一環として、旧宝琳南路の一区間は再建され、広田団地近くの連徳道まで延長された。道路の再建により、この道路は澳景路へと改名され、調景嶺のニュータウンへつながった最初の道路となった。

### MTR

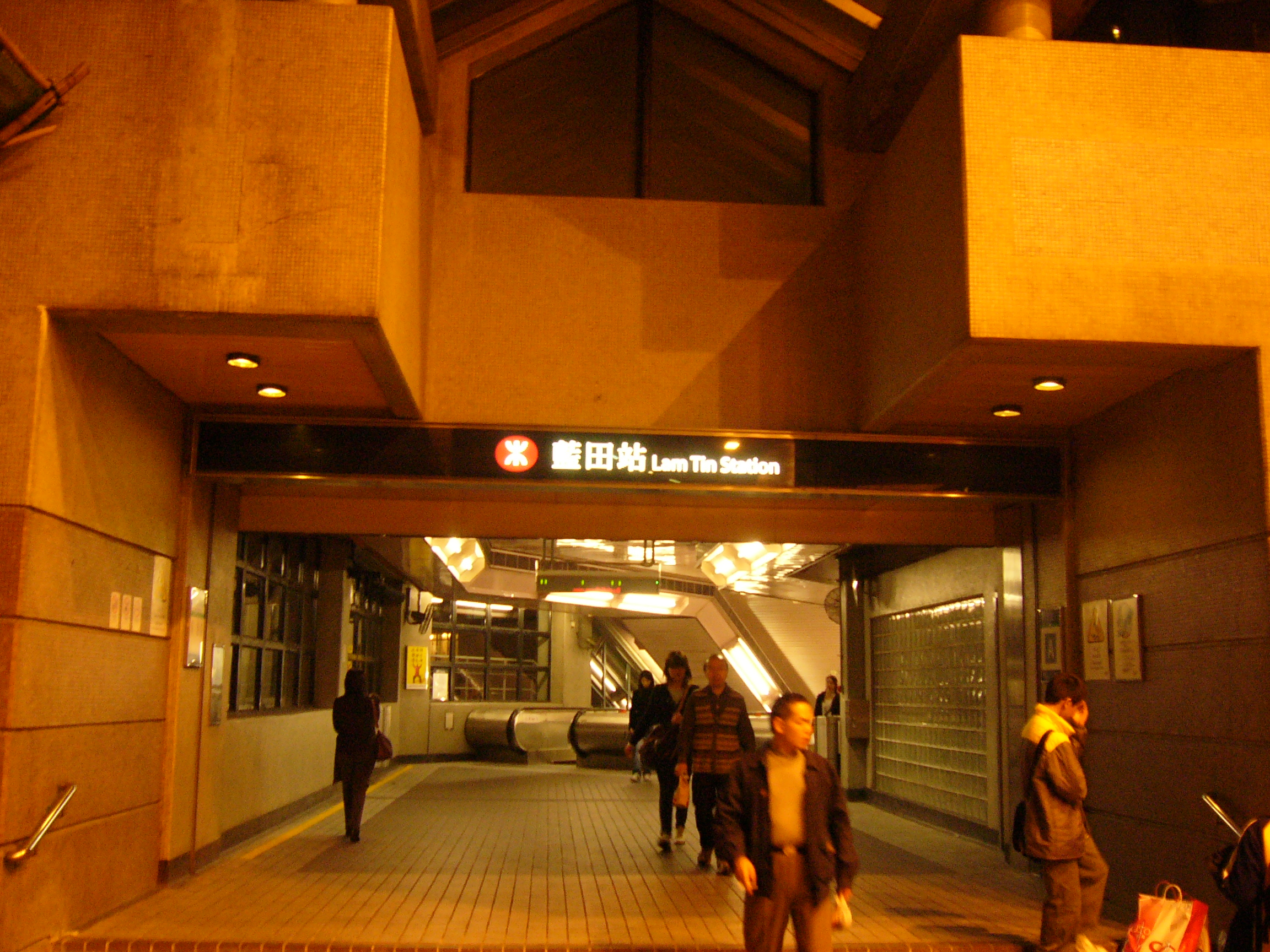
MTR藍田駅の出口A

1979年と1989年の間に、MTRの観塘線が観塘駅まで接続された。3本の並行で入り交じる線路から構成され、この駅の後ろには車庫が建設されて、これは観塘法院まで続いていた。観塘線が延長された後には、旅客鉄道の一部となっている。
1984年には、政府が、香港初の鉄道・道路トンネルであった、ビクトリア・ハーバー東部を横断する香港海底トンネルの交通渋滞を緩和するため、2番目の鉄道トンネルと道路トンネルを建設することを決定した。このトンネルは、観塘線が鰂魚涌駅まで延長することを可能とし、この中間地点に藍田駅も追加された。新しいMTRの駅は、1989年11月8日に開業し、藍田への人口流入の引き金となった。
同時に、鯉魚門道の反対側に位置し、フランチャイズバス、ミニバス、タクシー及び外部へのバスの発着する藍田バスターミナルも建設された。ターミナルは、階段とエスカレーターで匯景広場と結ばれている。これらの新しい施設の建設により、藍田はしだいに香港の主要な交通結節点となっていった。
観塘線は、将軍澳線計画の一環として、2001年9月27日に北角駅までわずかに延長されたが、2002年8月18日に将軍澳線が開業した際に、調景嶺駅へ向かうこととなった。現在では、藍田駅は観塘線にあり、調景嶺にある終点駅から3番目の駅となっている。

### 路線バス

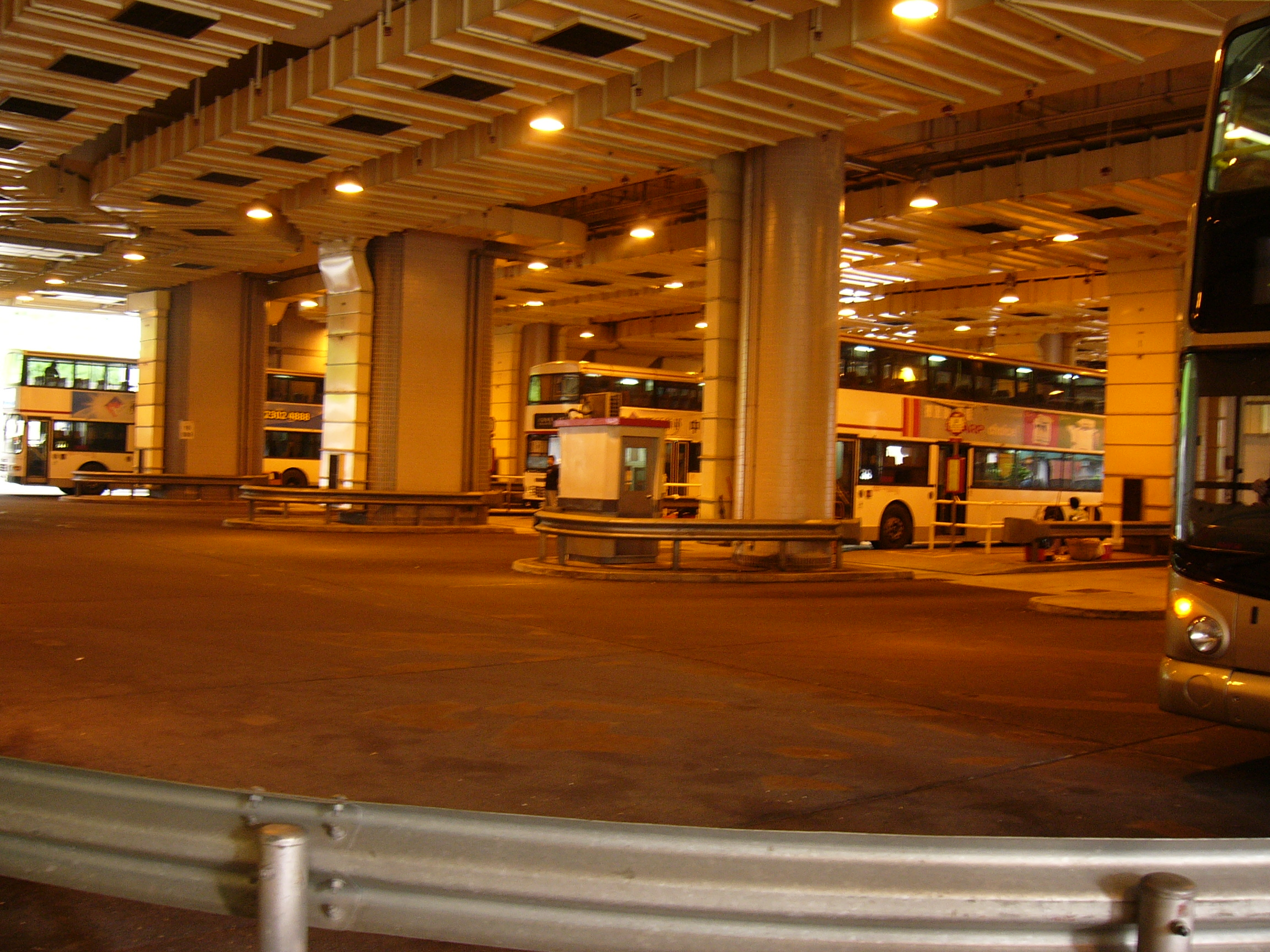
平田バスターミナル

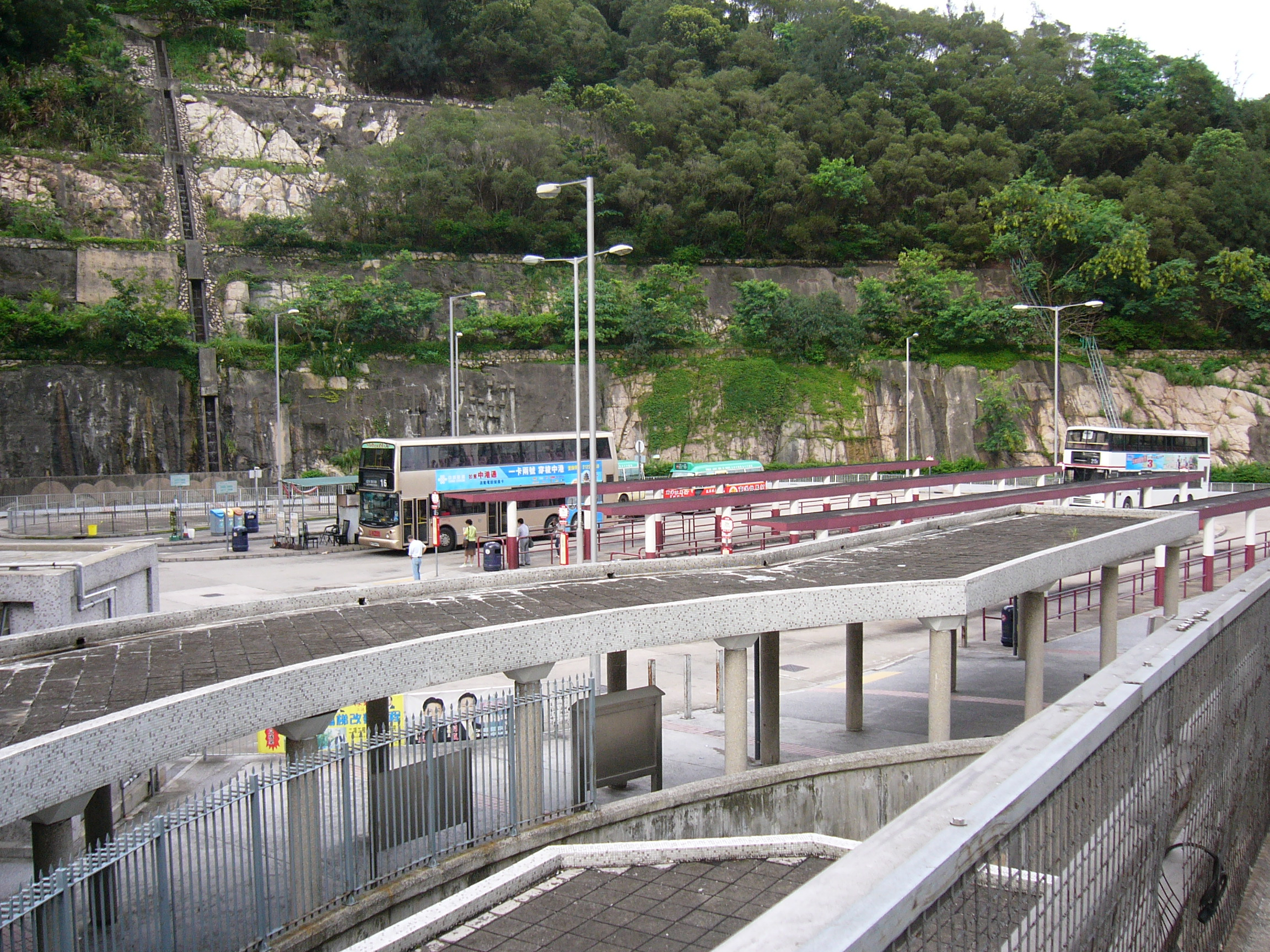
広田バスターミナル

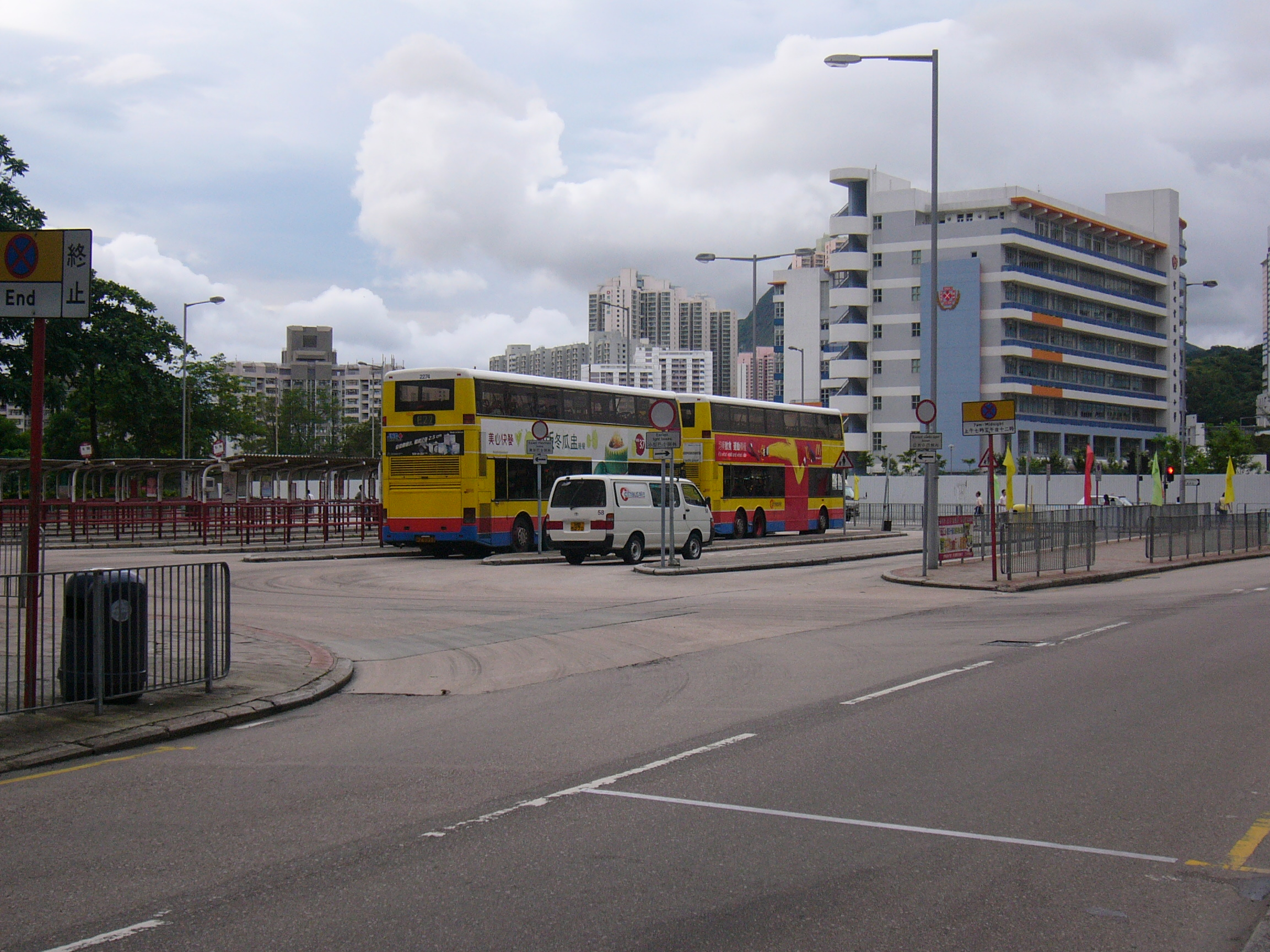
徳田バスターミナル

藍田の最初のバスターミナルは、後に藍田バスターミナルと呼ばれることとなり、現在では徳田バスターミナルになっている。このターミナルは、地域住民のために、藍田団地の北側の、藍田丘の斜面に建設された。バスは観塘から鯉魚門道のバスターミナルまで走り、その後左に曲がって、啓田道、平田街、安田街、徳田街に沿って丘を登る。
1989年から1994年にかけて、MTR藍田駅、麗港城、碧雲道が建設された。新しい地域の住民のため、3つの新しいバス終点（MTR藍田駅バスターミナル（現在は一般的に藍田バスターミナルと呼ばれ、壁にもこのターミナルが示されている）、麗港城バスターミナル（もともと観塘フェリー埠頭が終点であった）、広田バスターミナル（藍田界隈のために新たなルートが設立された））が建設された。
他のターミナルと混同しないよう、名称を明確にするため、もともとの藍田バスターミナルは、藍田（北）バスターミナルに改名され、「藍田バスターミナル」は現在、藍田MTRバスターミナルと一般的に表記されている。藍田団地が再建された後、藍田（北）バスターミナルは、徳田団地に取り囲まれた。この結果、ターミナルは「徳田バスターミナル」と称されるようになった。
平田街界隈は、再建後平田団地となった。建物の下のスペースは、新しいバスターミナル用に空けられた。2003年7月6日、平田バスターミナルが開設され、徳田バスターミナルから多くのバス路線が乗り入れるようになった。

#### バスターミナルと路線
藍田にある5つのバスターミナル（正式名称）:
- 藍田バスターミナル（MTR藍田駅バスターミナル） - 路線: A22, 42C, 61R, 74S, 89D, 89P, 93M, 216M, 258D
- 麗港城バスターミナル - 路線: 40, 219P, 219X, 621
- 平田バスターミナル - 路線: 15, 15A, 15P, 38, 277X, 603, 603P, 603S, 889
- 徳田バスターミナル（藍田（北）バスターミナル） - 路線: E22
- 広田バスターミナル（藍田（広田団地）バスターミナル） - 路線: 14B, 15X, 16, 215P, 215X

上記で示した路線を除き、以下の路線もバスターミナルには乗り入れていないものの、藍田を通過する: 14, 14X, 16M, E22P, E22X,  R22, 62X, 70X, N216, 259D, 302, 307, 373, 373P, 601, N601, 606, 619, 619P, N619, 641, 671, 680, 680A, 680X, N680, 681, 681P, N681, 682, 690, 690P, N690, N691, 692, 694, 698R。
合計64路線のバスが藍田を通る。

### 海上交通
丘に囲まれている藍田には、ビクトリア・ハーバーへ直接アクセスできない。しかし、商船やフェリーは、藍田から徒歩15分以内の距離にある観塘フェリー埠頭や鯉魚門埠頭に到着し、藍田の住民に水上交通を提供している。また、フェリーよりも速く湾を横断するバスやMTRが通る、東区海底トンネルの入口が地区内にあったことも、ハーバーへの水路が藍田にない要因の1つであった。

## 住民
藍田の最初の近代公営団地は、藍田団地である。この団地は、1960年代から1970年代にかけて建設され、本土からの移民流入問題に対処した。1980年代後半には、この地区で最初の私営住宅が完成した。1990年代には、様々な設備が藍田のコンパクトな住居エリアに建設されたが、藍田団地は、同年代に都市再開発され、平田団地、徳田団地、啓田団地へと吸収された。

### 藍田団地
藍田団地は、1番から24番までの超高層マンションで構成されている。1番から14番までの藍田団地は、1962年から1965年の間に、タイプ4（第四型公屋）の公共住宅として建設された。他の10のタワーは、1969年から1975年の間にタイプ6（第六型公屋）の公共住宅として建設された。9番の建物はなく、23番の藍田団地に存在した。

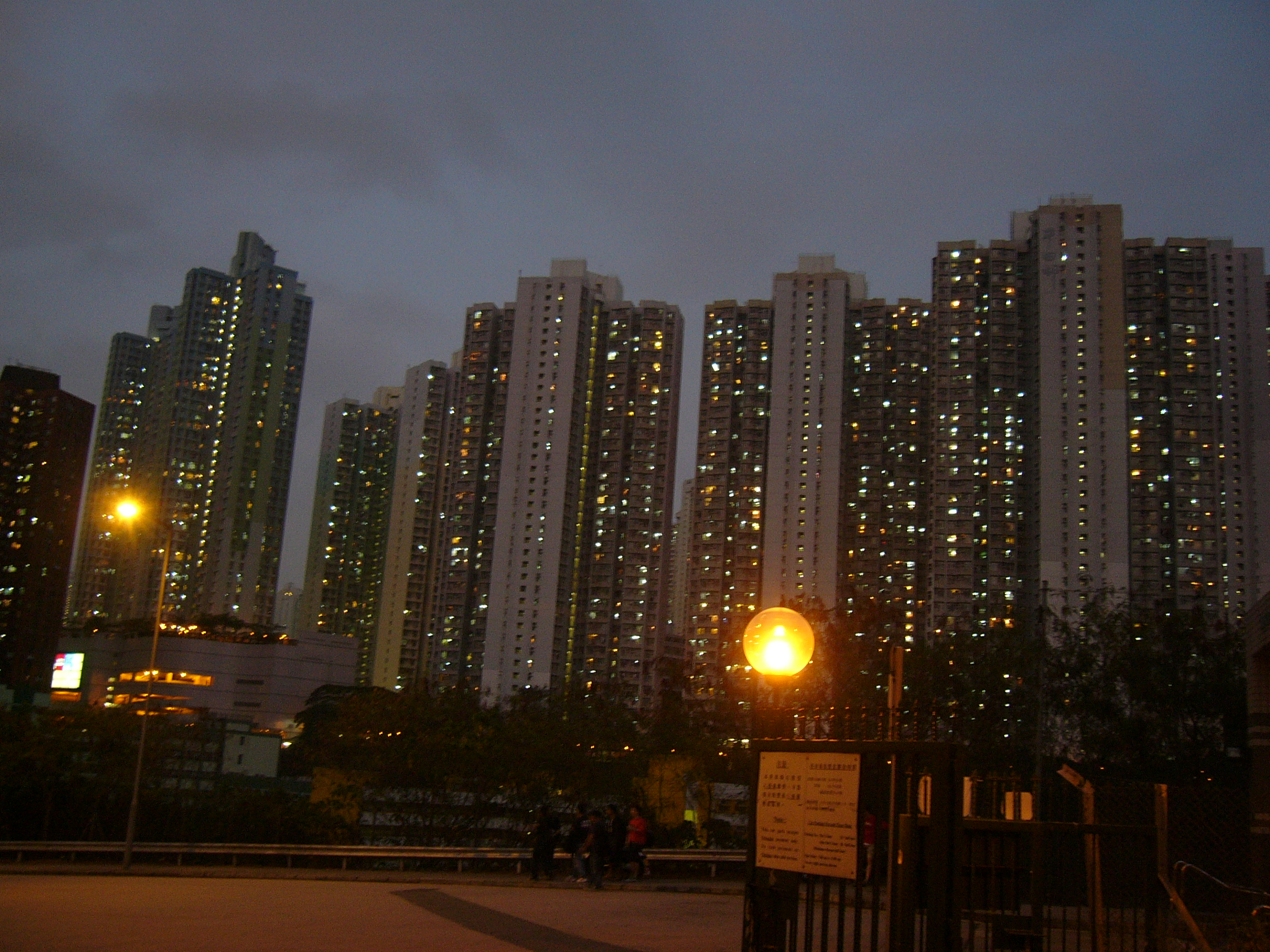
もともと藍田団地があった場所に建てられた高層建築

中国が最初に統一されたときから、中国人の統一を象徴している竜が、香港の500番目の公営住宅の建物を記念して、15番の北と南の壁に多色で描かれた。15番の特有の絵画は、藍田のシンボルとなり、この地区を象徴した。取り壊しと再建の後、15番は平田団地の一部となった。
藍田団地の建物は、政府によって規格統一されている。藍田団地のタイプ3、4、6の建物や23のタワーは、丘の上に建つ直方体やキャンディ箱に似た形に統一された。ほとんどの建物は16階建てで、約800室が収容されている。各建物の定員は、推定3,000人であり、1人あたりおよそ30 ft²のスペースが配分されている計算になる。リビングルームと寝室、浴室と台所は、1つにまとめられている。エレベーターは、数フロアにしか止まらず、他のフロアへ行くためには、近くの階でエレベーターを降り、階段を上り下りする必要がある。建物の下にある地上階は、住民が利用できる雑貨店がある。人口密度が高い藍田団地の居住環境は、緊密な近所関係を築く原因にもなっている。
建物の老朽化に伴う藍田団地の再建は、都市再生プロジェクトの一環として、1995年9月に告知された。1997年に取り壊しが始まり、2002年に完成した。再建後、藍田団地は、啓田団地、徳田団地、平田団地、康逸苑となった。

### 麗港城と匯景花園

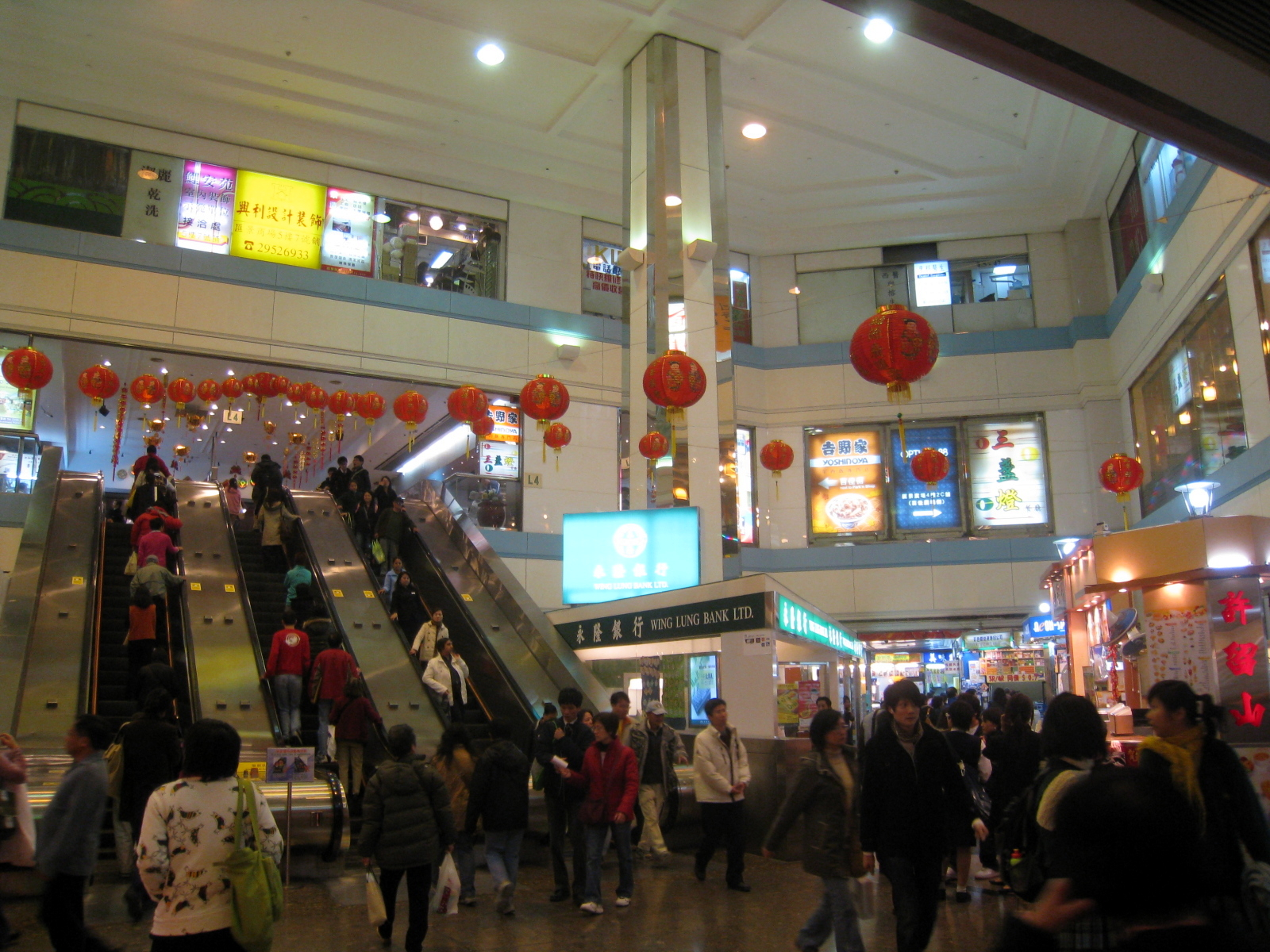
匯景広場

麗港城（ラグーナ・シティ）と匯景花園は、藍田にある初期の大規模私営住宅である。この両方は、長江実業によって1990年代初頭に完成した。
1980年代後半、長江は、藍田に2区画を獲得し、1つは旧シェル石油の貯油施設、もう1つは、新しいMTR藍田駅・バスターミナルとなり、それぞれが麗港城と匯景花園に発展した。麗港城は1991年に、匯景花園は1992年に完成した。
匯景花園は、藍田駅の上の土台に建てられた。この土台は、茶果嶺と藍田丘の間の谷で、建設前には不用なダンプカー置き場があった場所に建設された。総計17のタワーが建設され、床面積は280,760 m²にもなった。全体で4112の住居には、およそ20,000人が住んでいる。また、駐車場が2つあり、1つは居住者向け、もう1つは来客用である。匯景花園と共に、九龍南東部の主要なショッピングモールである匯景広場も建設された。
麗港城は、旧貯油施設からの土地を引き継ぐ藍田のウォーターフロントに沿って建設された。麗港城の一部は、埋立地に建設された。麗港城は4段階で分け、1991年の完成までに38のタワーが建てられた。麗港城と共に、麗港公園も建設され、1994年に完成して市政局に引き渡された。公園の面積は320,000 sq ft (30,000 m2)である。第1、第2、第4段階は、同じ会社によって経営され、第3段階だけは独自の機関によって経営されている。このため、第1、第2、第4段階は、経営委員会も共有されているのに対し、第3段階は別となっている。

### 藍田の団地一覧

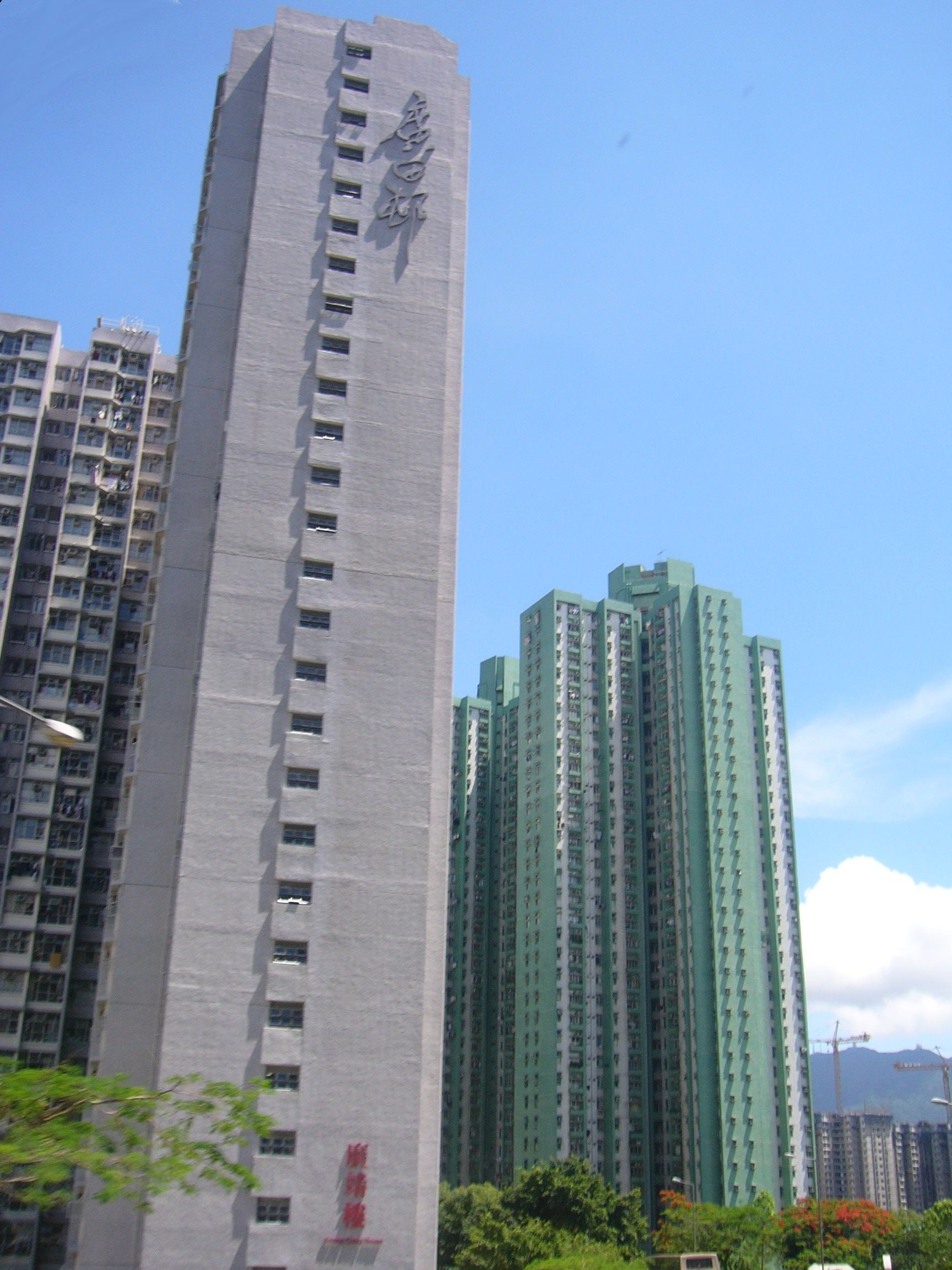
藍田の広田団地と康栢苑

- 茶果嶺郷（英語版）
- 興田村（英語版）
- 康雅苑
- 康栢苑
- 康瑞苑
- 康田苑
- 康華苑
- 康逸苑
- 康盈苑
- 啓田団地（英語版）
- 啓田タワー
- 広田団地（英語版）
- 麗港城
- 藍田団地（英語版）
- 鯉安苑
- 平田団地（英語版）
- 匯景花園
- 徳田団地（英語版）

油塘の高俊苑、高怡村や、調景嶺の馬遊塘村も藍田の一部とされる場合がある。

## 施設
コンパクトな住居エリアのある藍田には、その住民の暮らしを満足させる様々な施設がある。これらには、ショッピングモールや娯楽施設、水の供給などが含まれる。さらに、1970年代と80年代の間には、最終処分場が建設された。

### 商業施設

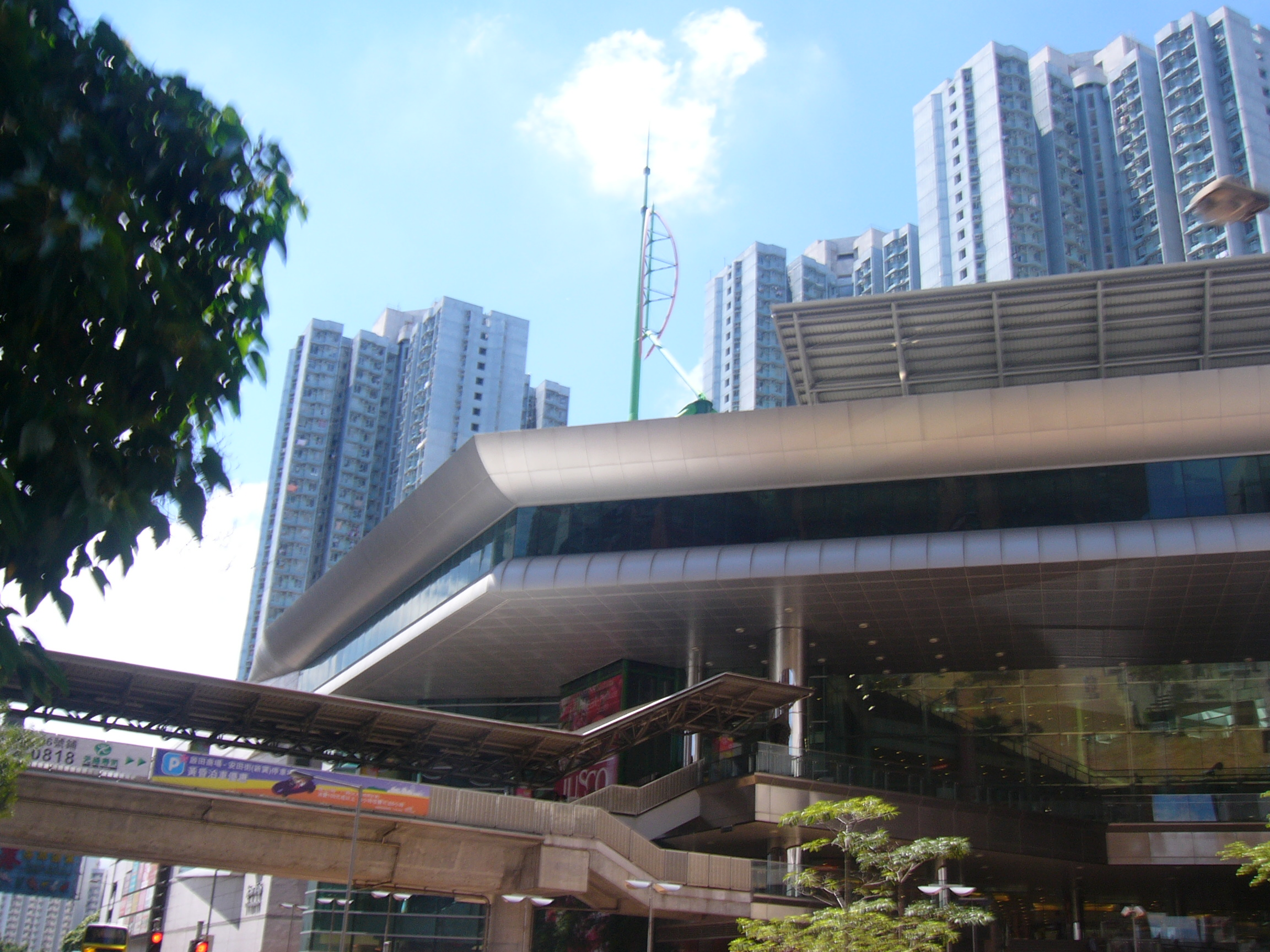
啓田団地とショッピングセンター

藍田には、住民の日用品を売る多くのショッピングモールやマーケットがある。多くの団地には、独自のショッピングモールが存在し、このうちのいくつかには、生鮮市場も加えられている。
- 興田商業センター
- 啓田ショッピングセンター
- 広田マーケット
- 広田ショッピングセンター
- ラグーナ・アーケード
- ラグーナ・プラザ
- 平田ショッピングセンター
- 匯景広場
- 徳田団地マーケット
- 徳田ショッピングセンター

### 娯楽

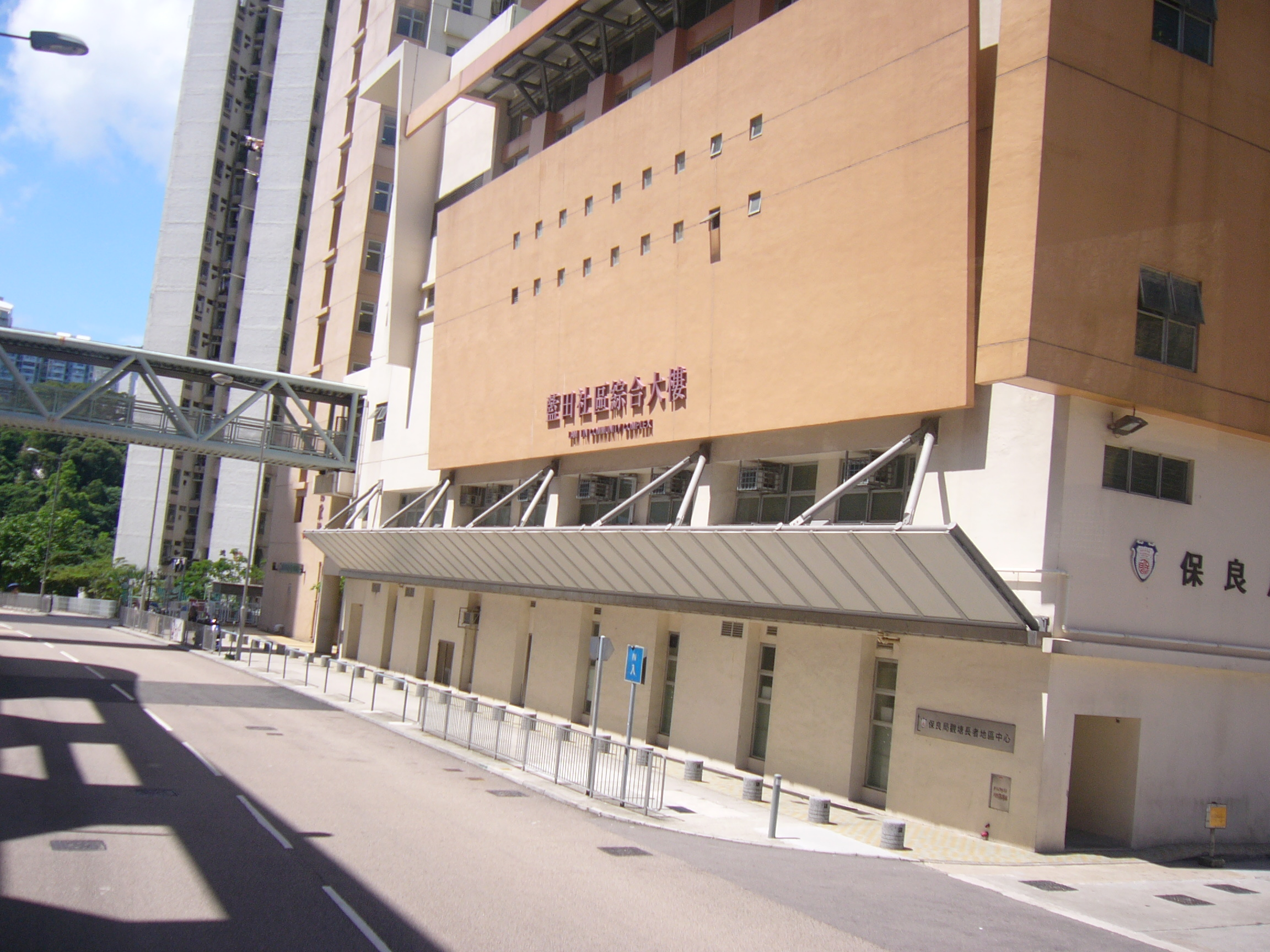
藍田コミュニティコンプレックス

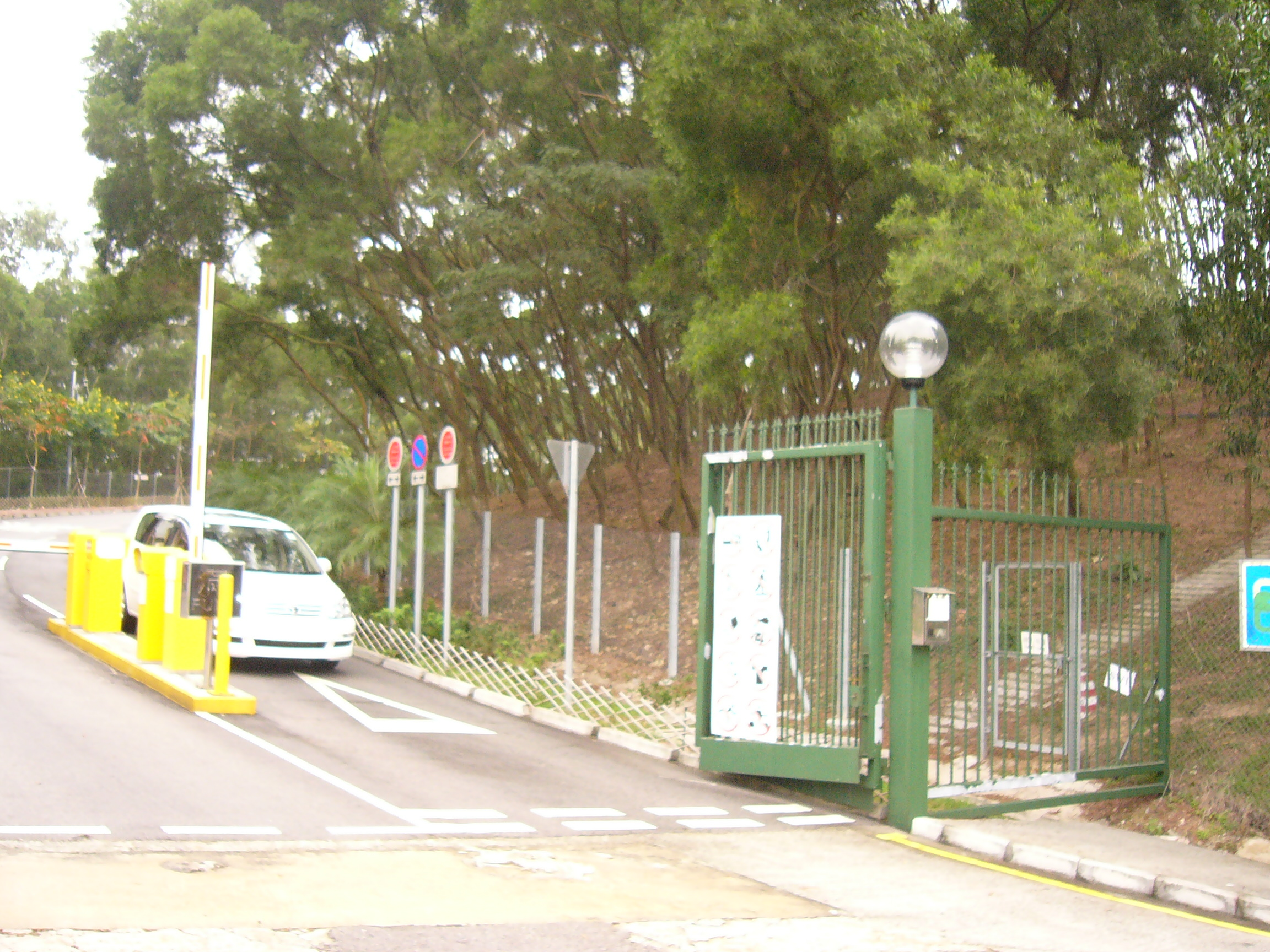
晒草湾遊楽場付近の茜發道

藍田には数多くの公共公園、レクリエーショングラウンド、住民用の屋内スポーツセンターがあり、藍田公園や晒草湾遊楽場が含まれる。また、ウィルソン・トレイル（衛奕信径）の一部も位置する。藍田西コミュニティセンター、藍田南屋内スポーツグラウンド、藍田コミュニティコンプレックスなど、数カ所の政府の屋内活動センターの他、数多くの施設のレクリエーション施設もある。
藍田公園は、急成長する地域の需要に応えるため、1991年に五桂山に沿って建設された。公園は、主にハイキングトレイルや散歩道、サッカー場5面、子供用プレイグラウンドから構成される。ウィルソン・トレイルの入口もつくられている。藍田全体とビクトリア・ハーバーを藍田公園の山頂から眺めることもできる。
晒草湾遊楽場は、もともと晒草湾ゴミ処理場があった場所に、1995年から2004年にかけて建設された。建設中、ゴミ処理場跡では、復旧工事が行われた。最後の柱頭は、漏れを防ぐために加えられた。ランドフィルガスコントロールシステムは、燃料として廃棄分を分解してメタンを利用し、浸出液処理システムは、処理を促し、浸出液を集めるために建設された。遊楽場は、2004年4月30日から営業を始めている。
遊楽場に加え、藍田には、ウィルソン・トレイルのステージ3もある。この区間は、MTR藍田駅の出口Aからスタートし、啓田道と鯉魚門道に沿って東へ続き、将軍澳華人永遠墳場へ向かう道に沿って五桂山へ登る。その後、五桂山を西へ向かい、最後に馬遊塘近くの藍田に到着して、終点は井欄樹にある。

### 供給
藍田の地下には、水道水、都市ガス及び家庭用電線のネットワークが存在する。この地域の電気は、中華電力によって提供される。また、都市ガスは、香港中華ガスによって提供される。
藍田地域では、上水道と海水の浄化によって水が提供されている。上水道は、表流水または東江からパイプで2つの貯水池へ送られ、その後各家庭にポンプで支給される。藍田で利用される2つの貯水池は、藍田上水道水貯水池と藍田下水道水貯水池である。藍田団地と共に建設された下貯水池は、フットボール場のコンクリートで覆われている。この貯水池は、啓田団地と徳田団地の間に位置している。上貯水池は、団地住宅から離れており、五桂山の斜面にある、藍田公園付近に存在する。

### ゴミ処理
1978年から1981年にかけて、東九龍では、晒草湾ゴミ処理場が利用されていた。およそ160万トンの家庭ゴミや商業廃棄物が、運営されていた4年間に投棄された。家庭ゴミは、高さ65メートルにまで積み上げられた。1981年にこの施設が閉鎖された後、処理場は、土で埋め立てられ、草木が植えられた。また、丘へ上がり、匯景花園ミニバスターミナルのある茜發道が建設された。晒草湾ゴミ処理場は、後に晒草湾遊楽場へ再建された。
現在の藍田公園に近い馬遊塘の地域は、馬遊塘中ゴミ処理上として知られていた。この地域は、広さ10.87ヘクタールであり、1986年に開設され、閉鎖されるまで最後の都市ゴミ処理上となった。その後、埋め立てられ、政府の所有する草原に姿を変えた。
1986年に都市ゴミ処理上が全て閉鎖されてから、藍田で排出されたゴミは、圧縮するため、九龍湾の施設へ一旦運ばれ、その後、新界東南ゴミ処理上へ運搬される。

## 学校

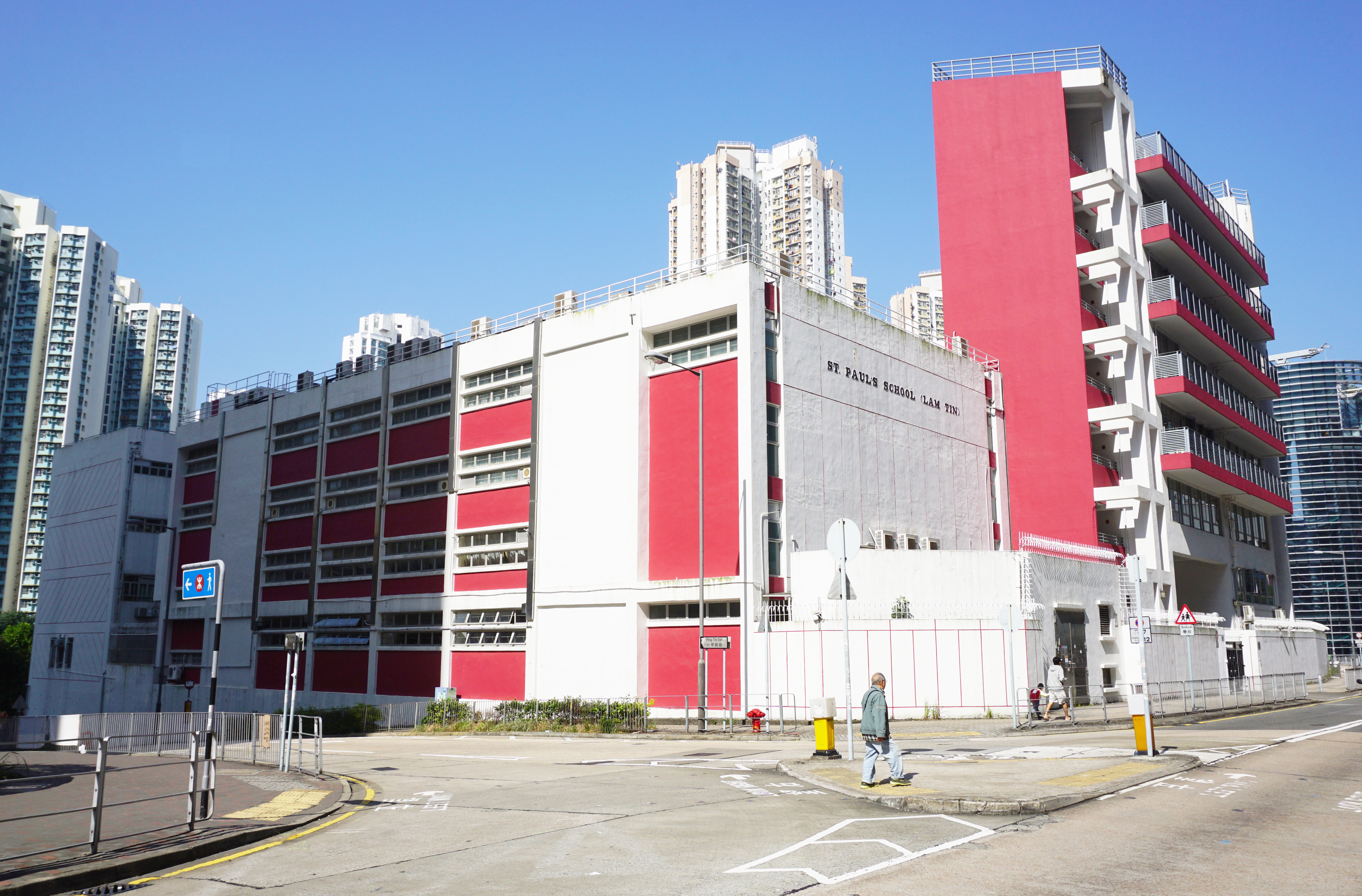
藍田聖保禄中学

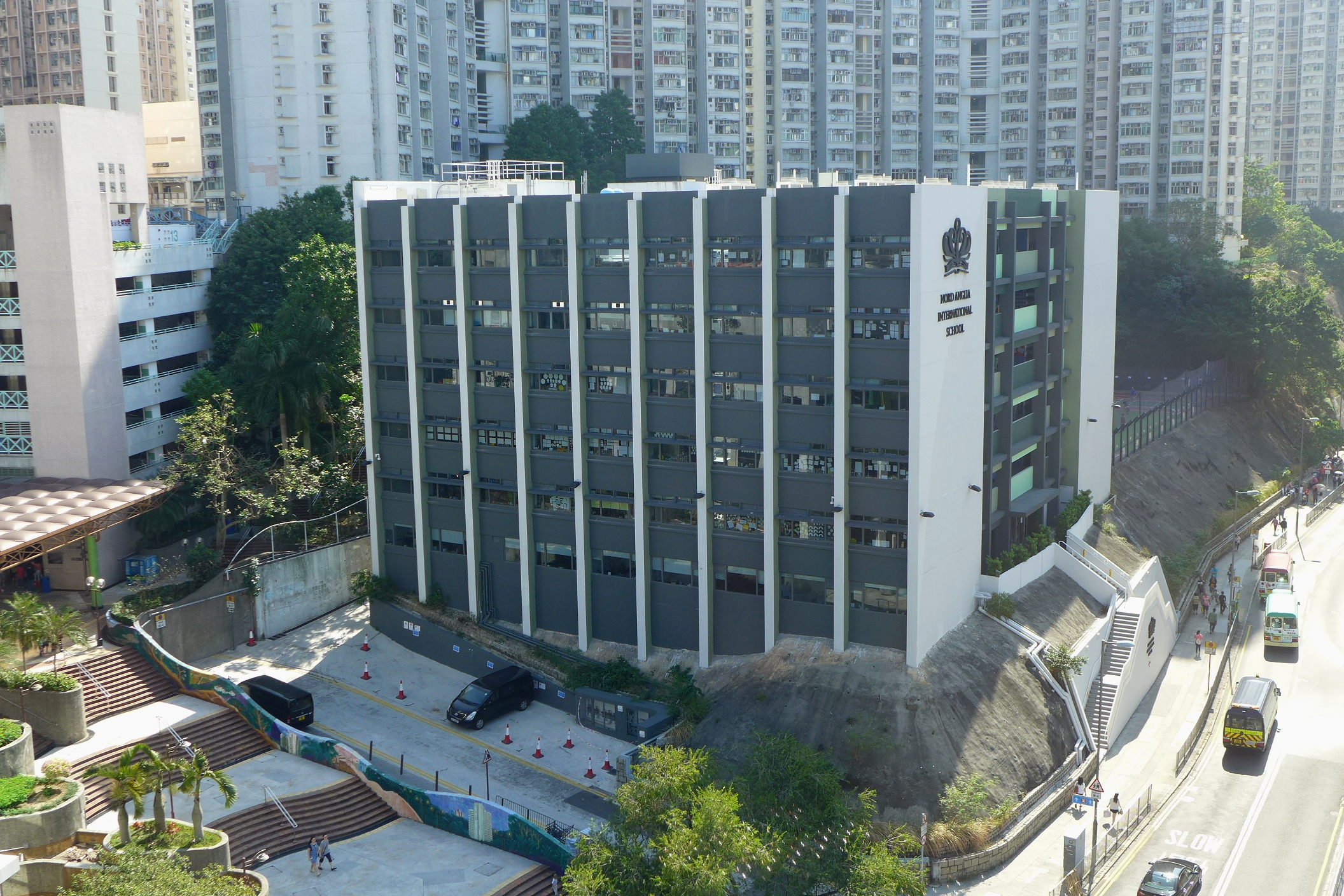
ノードアングリア・インターナショナルスクール香港

藍田には数多くの学校が存在する。これには、幼稚園、小学校、初級中学が含まれる。藍田の数校は、援助されているが、その他は全て私立校である。

### 中学校
- 藍田聖保禄中学（中国語版）
- 聖公会基孝中学（中国語版）
- 五邑司徒浩中学（中国語版）

### 小学校
- 聖公会徳田李兆強小学（中国語版）
- 聖愛徳華天主教小学（中国語版）
- 聖公会李兆強小学（中国語版）
- 藍田循道衛理小学（中国語版）

### 国際学校
- ノードアングリア・インターナショナルスクール香港（聖言中学（中国語版）跡地）